# Antrophyum cajenense
Antrophyum cajenense là một loài dương xỉ trong họ Pteridaceae. Loài này được Desv. Spreng. mô tả khoa học đầu tiên năm 1827.